# ミッサーリア
ミッサーリア（伊: Missaglia）は、イタリア共和国ロンバルディア州レッコ県にある、人口約8,700人の基礎自治体（コムーネ）。

## 地理

### 位置・広がり
レッコ県南部のコムーネ。県都レッコから南南西へ17km、州都ミラノから北北東へ30kmの距離にある。

#### 隣接コムーネ
隣接するコムーネは以下の通り。
- カザテノーヴォ
- ラ・ヴァッレッタ・ブリアンツァ
- ロマーニャ
- モンテヴェッキア
- モンティチェッロ・ブリアンツァ
- オズナーゴ
- シルトリ
- ヴィガノ

### 気候分類・地震分類
気候分類では、zona E, 2533 GGに分類される。
また、イタリアの地震リスク階級 (it) では、zona 3 (sismicità bassa) に分類される。

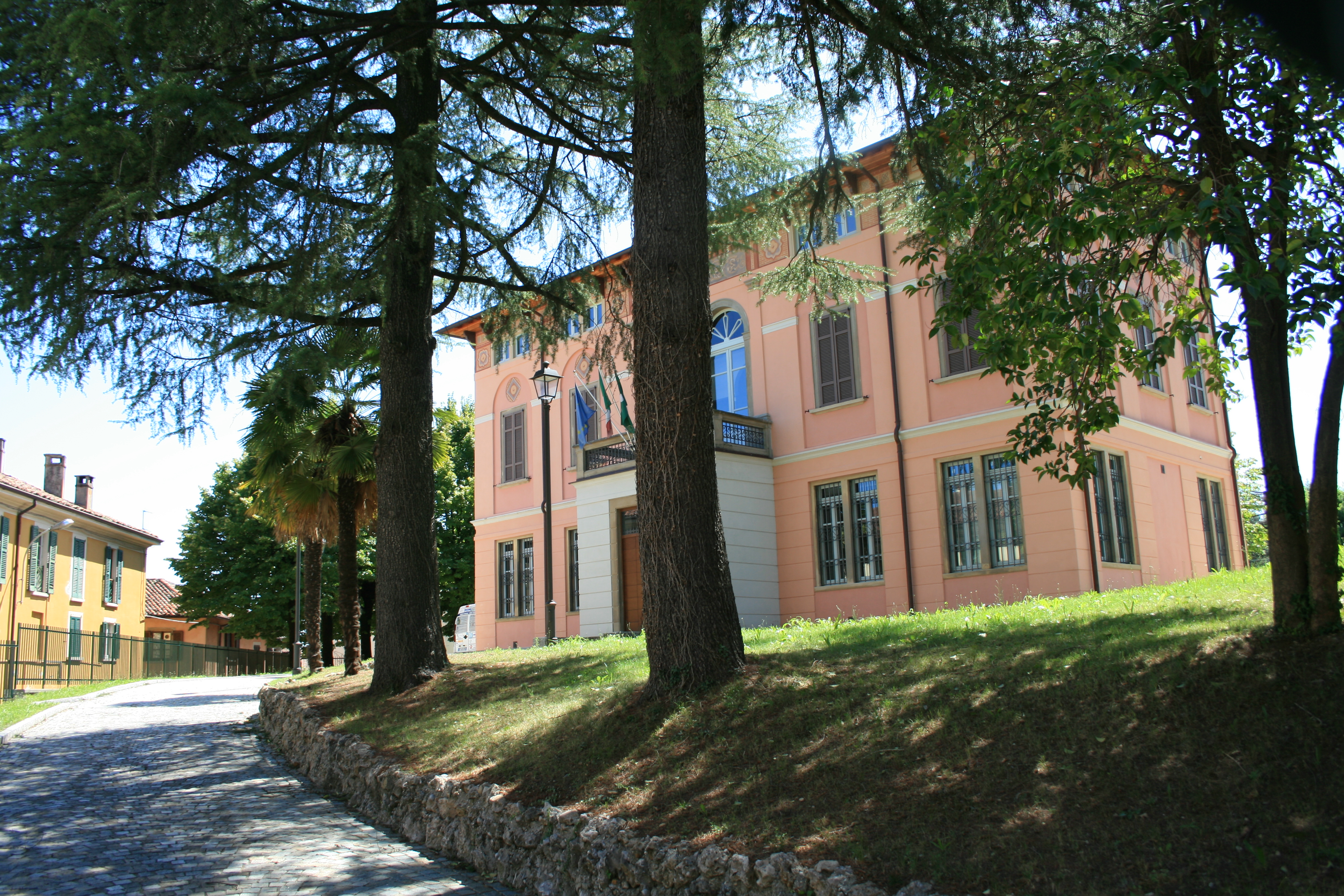
Palazzo Belgiglio

## 行政

### 分離集落
ミッサーリアには、以下の分離集落（フラツィオーネ）がある。
- Lomaniga, Maresso
- Località: Bariano, Campù, Contra, Missagliola, Ossola, Tegnoso, Valle Santa Croce

## 姉妹都市
- ラ・ロッシュ＝ポゼ、フランス